# Vạn Bình
Vạn Bình là một xã thuộc huyện Vạn Ninh, tỉnh Khánh Hòa, Việt Nam.
Xã Vạn Bình có diện tích 56,84 km², dân số năm 1999 là 7404 người, mật độ dân số đạt 130 người/km².